# 리셀러
리셀러(reseller)란 상품을 웃돈을 받고 되팔아 수익을 올리는 사람이나 기업을 의미한다. 전문셀러라고도 한다.
일반적으로, 한정판 제품 등 인기있는 상품을 비싸게 되팔 목적으로 구매하는 사람을 말한다. 그러나 최근에는 오픈마켓 상에 일반 소비자를 대상으로, 다양한 상품을 유통/재판매하여 수익을 일으키는 인터넷 판매자를 일컫는 용어로 더욱 많이 사용된다.
그리고 이 리셀러라는 단어를 쓴 노래가 바로 새삥이다.

## 같이 보기
- 가격 차별
- 암표